# Lophocampa eureka
Lophocampa eureka là một loài bướm đêm thuộc phân họ Arctiinae, họ Erebidae.